# Jonathan Kaplan (arbitro di rugby)
Jonathan Isaac Kaplan (Durban, 7 novembre 1966) è un ex arbitro di rugby a 15 sudafricano, internazionale dal 1996.
Ritiratosi nel 2013, vantava al momento del termine dell'attività il primato di test match diretti in carriera (70, poi superato da Nigel Owens).

## Biografia
Nato a Durban da famiglia ebraica, entrò a 17 anni nella scuola d'arbitraggio del Transvaal mentre era ancora studente delle superiori alla King David's School di Johannesburg, e iniziò la carriera arbitrale nel campionato provinciale del Sudafrica; nel 1996 divenne internazionale e diresse il suo primo test match, tra Zimbabwe e Namibia ad Harare; tre anni più tardi entrò nei ruoli dei direttori scelti per la Coppa del Mondo di rugby 1999, nel corso della quale tuttavia scese in campo solo come giudice di linea.
Nel 2000 diresse in Europa il suo primo match del Sei Nazioni, Italia - Scozia, primo incontro di sempre degli Azzurri nel torneo; quattro furono invece gli incontri diretti alla Coppa del Mondo di rugby 2003 in Australia: tre della fase a gironi più il quarto di finale tra Francia e Irlanda.
Presente anche alla Coppa del Mondo di rugby 2007, fu coinvolto nella polemica di cui fu fatto oggetto l'inglese Wayne Barnes nel corso del quarto di finale Francia-Nuova Zelanda, vinto dai primi per 20-18, e in cui gli All Blacks lamentarono sia l'espulsione temporanea di un giocatore che un passaggio in avanti francese all'origine di una meta; Kaplan, in quell'incontro uno dei due giudici di linea insieme all'inglese Tony Spreadbury, fu accusato da parte neozelandese di aver mal consigliato Wayne Barnes soprattutto nell'episodio dell'espulsione, anche se in effetti fu evidenziato che anche la Francia avrebbe potuto lamentare la mancata concessione di due calci piazzati nel finale, che avrebbero potuto consolidare l'esiguo vantaggio che stava difendendo; fu detto che, a causa di ciò, la commissione arbitrale della Coppa del Mondo lo escluse dalle finali, laddove invece la spiegazione era più lineare: Kaplan, essendo sudafricano e dovendosi procedere alle designazioni prima della disputa degli incontri di semifinale che vedevano in lizza proprio gli Springbok, non fu destinato né all'incontro per il terzo posto né alla finale per il titolo; fu invece designato per la semifinale Inghilterra-Francia, vinta dai britannici per 14-9.
Il 12 marzo 2009 a Edimburgo durante l'incontro del Sei Nazioni tra Scozia e Irlanda, Kaplan raggiunse il suo 50º test match, dopo che nel novembre precedente, a Marsiglia, arbitrando Francia - Argentina, con 47 incontri era divenuto il direttore di gara con più presenze internazionali.
Presente per 21 stagioni consecutive nella prima fascia di merito dei direttori di gara sudafricani, Kaplan annunciò nel febbraio 2013 il suo ritiro dalle competizioni al termine della Currie Cup di quell'anno.
Il suo ultimo incontro di club fu, infatti, la finale di tale edizione di torneo tra Western Province e Natal Sharks.
A tale data aveva arbitrato 68 test match (l'ultimo nel 2011), cui se ne aggiunsero ulteriori due a novembre 2013, Namibia-Zimbabwe e Namibia-Kenya, portando il totale definitivo a 70.
Tale record durò fino al 2016 quando fu superato dal suo collega gallese Nigel Owens.